# 編集子
編集子（へんしゅうし）は、雑誌や新聞などの編集者が用いるペンネーム。自称。

## 概要
記事を書くにあたり、
- 役職名や個人名を署名するほどの責任や重要度があるでもなく、
- 中立的というより、どちらかといえば個人の考えで書いていて、
- 編集者としての立場で書いているのだが、かと言って、編集部や会社を代表している訳でもない

というあたり差しさわりのない場面で、役職、性別に関係なく、「編集に携わった中の1人から」という意味合いで使われる。
そのため、定期刊行物の場合、読む側は、毎回同じ編集者なのか、複数の編集者が持ち回りで書いているのか、わからないことが多い。